# 井上トモコ
井上 トモコ（いのうえ トモコ、2月24日 - ）は、日本の漫画家。宮城県仙台市出身。女性。血液型はB型。主に芳文社の4コマ誌にて執筆活動をしている。

## 概要
芳文社『まんがタイムジャンボ』にて実施されていた「新人鑑定団」で2000年3月号にて勝ち抜き、同年『まんがタイムジャンボ』にて『あかるい夫婦計画』の連載を開始し、2002年からは『まんがホーム』、後には『まんがタイムオリジナル』でも同作品の並行連載が開始された。
2005年、『まんがタイム』にて『はこいり良品』の連載を開始。一時休載を挟んだものの連載は10年以上続いた。
ブログでは育児日記やアゲハチョウの生育日記を執筆している。

## 主な作品リスト
- あかるい夫婦計画（まんがタイムジャンボ、まんがホーム、まんがタイムオリジナル、既刊1巻）
  1. ISBN 9784832262928（2003年6月）

  - あかるい夫婦計画 高校生編（まんがタイムジャンボ）
- はこいり良品（まんがタイム、既刊1巻）
  1. ISBN 9784832267749（2009年9月）
- おやすみモーニング（まんがタイムジャンボ）

他2008年頃約半年間『まんがタイムファミリー』にて目次横に1本4コマ漫画が掲載されていた。